# Дзвін Севастополя
«Дзвін Севастополя» — всеукраїнська загальнополітична газета, заснована Севастопольським товариством Просвіта ім. Т. Шевченка.

## Історія
Перший номер вийшов в березні 1995 року. З 1999 року газета увійшла до Каталогу передплатних видань України. Тираж газети — 5 тис. прим. Розповсюджується через кіоски «Союздруку» в Криму і Севастополі, а також за передплатою. Серед військовослужбовців розповсюджується безкоштовно.
Через фінансову скруту, неможливість утримувати штатних працівників, виходила 1 раз на місяць. Засновник і перший редактор газети — офіцер ВМС України Микола Гук, нині головний редактор часопису Володимир Проценко
Тематика газети спрямована на національно-духовне відродження українців, що живуть в регіоні, викриття антидержавницької суті проімперських та лівих сил.
У березні 2010 року газета припинила періодичний вихід за рішенням Головної Ради Всеукраїнського товариства «Просвіта» ім. Тараса Шевченка в зв'язку з відсутністю фінансування Міністерством культури України ряду просвітянських друкованих видань.
З того часу інколи виходить форматом А-3 на восьми сторінках до ювілейних дат за спонсорські кошти і розповсюджується в Криму безкоштовно.

## Опис

Володимир Проценко головний редактор

Газета «Дзвін Севастополя» — єдине україномовне видання у Севастополі. Видається на громадських засадах на пожертви громадян ініціативною групою севастопольських просвітян. Через фінансову скруту, неможливість утримувати штатних працівників, виходить 1 раз на місяць.
Засновники: Севастопольське міське об'єднання Всеукраїнського товариства «Просвіта» імені Тараса Шевченка.
Головний редактор: Проценко Володимир Миколайович.
Видавалася з березня 1995 року по березень 2010 року.

## Головні редактори
- Микола Гук — з 1995 по 1999 рік
- Валько Кравченко — 2000–2001 рік
- Микола Гук — з 2001 по 2003 рік
- Володимир Проценко з 2003 року